# Barriji u Buenos Airesu
Grad Buenos Aires se dijeli na 48 barria odnosno četvrti. Barria se grupira u općine (comunas), koje su "jedinice decentralizirane političke i upravne vlasti kojom vladaju izabrani stanovnici"

## Popis
Abecednim redom, s brojem stanovnika prema popisu 2001.
1. Agronomía (35.000)
2. Almagro (139.000)
3. Balvanera (152.000)
4. Barracas (77.000)
5. Belgrano (139.000)
6. Boedo (49.000)
7. Caballito (183.000)
8. Chacarita (27.000)
9. Coghlan (19.000)
10. Colegiales (57.000)
11. Constitución (46.000)
12. Flores (150.000)
13. Floresta (39.000)
14. La Boca (46.000)
15. La Paternal (20.000)
16. Liniers (44.000)
17. Mataderos (65.000)
18. Monte Castro (35,000)
19. Montserrat (44.000)
20. Nueva Pompeya (63.000)
21. Núñez (53.000)
22. Palermo (252.000)
23. Parque Avellaneda (54.000)
24. Parque Chacabuco (39.000)
25. Parque Chas (uključen u Agronomíu 2001., ponovo osamostaljen 2005.)
26. Parque Patricios (41.000)
27. Puerto Madero (7000)
28. Recoleta (189.000)
29. Retiro (45.000)
30. Saavedra (52.000)
31. San Cristóbal (50.000)
32. San Nicolás (33.000)
33. San Telmo (26.000)
34. Vélez Sársfield (36.000)
35. Versalles (14.000)
36. Villa Crespo (90.000)
37. Villa del Parque (59.000)
38. Villa Devoto (71.000)
39. Villa Lugano (114.000)
40. Villa Luro (33.000)
41. Villa Mitre (36.000)
42. Villa Ortúzar (23.000)
43. Villa Pueyrredón (40.000)
44. Villa Real (14.000)
45. Villa Riachuelo (15.000)
46. Villa Santa Rita (34.000)
47. Villa Soldati (41.000)
48. Villa Urquiza (89.000)

Grad Buenos Aires (isključujući predgrađa s kojima čini Veliki Buenos Aires) ima 2.700.000 stanovnika 2001.

## Općine
Općine (špa. mn.comunas) obuhvaćaju nekoliko četvrti (špa. mn. barrios). Potonje su zastupljene u sjedištima comunasa.
Općine su numerirane. U dolnjem popisu, poredane su općine i njihovi sastavni barrii.
1. Puerto Madero, San Nicolás, Retiro, Monserrat, San Telmo i Constitución
2. Recoleta
3. Balvanera i San Cristóbal
4. La Boca, Barracas, Parque Patricios i Nueva Pompeya
5. Almagro i Boedo
6. Caballito
7. Flores i Parque Chacabuco
8. Villa Soldati, Villa Lugano i Villa Riachuelo
9. Parque Avellaneda, Mataderos, and Liniers
10. Villa Luro, Vélez Sársfield, Floresta, Monte Castro, Villa Real i Versalles
11. Villa Devoto, Villa del Parque, Villa Santa Rita i Villa General Mitre
12. Villa Pueyrredón, Villa Urquiza, Coghlan i Saavedra
13. Nuñez, Belgrano i Colegiales
14. Palermo
15. Villa Ortúzar, Chacarita, Villa Crespo, La Paternal i Agronomía

## Neslužbena imena od barria
Ime Barrio Norte se katkad rabi za područje oko avenije Santa Fe, obuhvaćajući dijelove Retira, Recolete, Palerma i katkad, Balvanere.
Ime Barrio Sur se prije rabilo kad se govorilo o južnim četvrtima. Danas se više ne rabi u tom smislu, ali je uporaba ostala u stihovima tanga Sur koji govore o određenim mjestima u Nuevoj Pompeyi, Boedu i Parqueu Patriciosu.
Naziv Abasto se katkad rabi za područje oko tržnice Abasta (danas prodajnog centra). Obuhvaća sjeverozapadnu Balvaneru i sjeveroistočni Almagro.
Congreso je ime za područje oko Kongresnog trga, a obuhvaća jugoistočnu Balvaneru, sjeverni San Cristóbal i zapadni Montserrat.
Catalinas Norte je ime za izdignutu četvrt do prijevoznog središta Retira i novčarske četvti, dok Catalinas Sur se, rjeđe, rabi za niže predjele San Telma (posebice područje oko bolnice Cosme Mariano Argerich).
Palermo je najveći barrio i dijeli ga se na nekoliko manjih: 

- Palermo Viejo - tim imenom se naziva područje između avenija Coronela Diaza, Cordobe, Scalabrinija Ortiza i Sante Fe

- Palermo SoHo, gradska modna četvrt, je ime koje se rabi za Plazu Julia Cortázara i okolicu

- Palermo Hollywood, preko puta avenije Juana B. Justa, je posebna četvrt na sjevernom kraju barrija, gdje su se kasnih 1990-ih smjestile neke radijske i televizijske postaje, filmske kuće i radionice

- Las Cañitas se odnosi ne neke blokove oko igrališta Campo Argentino de Polo, okruženih traženim ugostiteljskim objektima (barovi, restorani, noćni klubovi)
Parque Centenario je ime koje se katkad rabi za područje oko parka Centenario, a kao međe su uzete Almagro, Caballito i Villa Crespo.
Unutar Belgrana postoje Belgrano "C" i "R" (rašireno je krivo vjerovanje, da su to kratice za "komercijalni" i "rezidencijalni") i Bajo Belgrano ("Dolnji Belgrano"), koje od druge polovice 1990-ih uključuju i malu kinesku četvrt.